# نفوذ لایه‌ای
سنگ‌های آذرین لایه ای کرومیتیت

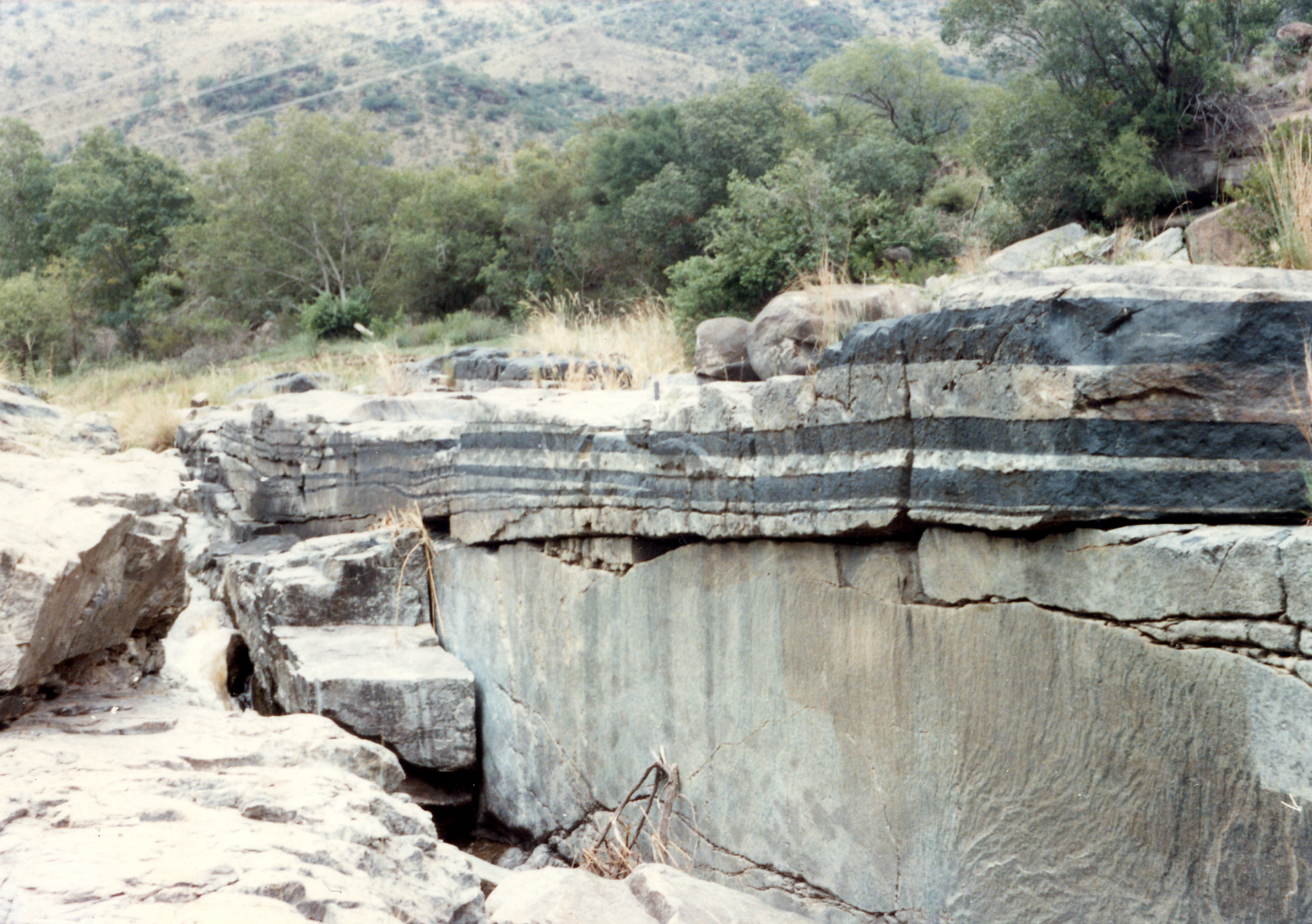
کرومیتیت و آنورتوزیت سنگ‌های آذرین لایه‌ای در Critical Zone UG1 of the مجتمع آذرین بوشولد در رودخانه مونونو outcrop, near Steelpoort, آفریقای جنوبی

نفوذ لایه‌ای یا سنگ‌های نفوذی لایه‌ای (انگلیسی: Layered intrusion) یک توده آذرین‌لایه‌مانند از سنگ آذرین است که با لایه‌بندی عمودی یا با تفاوت‌هایی در ترکیب و بافت از خود نشان می‌دهد. این نفوذها می‌توانند کیلومترها در منطقه‌ای از حدود ۱۰۰ کیلومتر مربع (۳۹ مایل مربع) تا بیش از ۵۰۰۰۰ کیلومتر مربع (۱۹۰۰۰ مایل مربع) و چند صد متر تا بیش از یک کیلومتر (۳۳۰۰ فوت) ضخامت داشته باشند. در حالی که بیشتر توده‌های لایه‌ای از نظر سنی نخست‌زیستی تا پروتروزوییک پیشین‌زیستی هستند (به عنوان مثال، مجموعه بوشولد پالئوپروتروزوییک)، ممکن است در هر سنی مانند نفوذ سنوزوئیک Skaergaard در شرق گرینلند یا نفوذ لایه‌ای رام در اسکاتلند باشند. هرچند که بیشتر آنها از نظر ترکیب اولترامافیک تا مافیک هستند، مجتمع نفوذی Ilimaussaq گرینلند یک نفوذ قلیایی است.
نفوذهای لایه‌ای معمولاً در کراتون‌های باستانی یافت می‌شوند و نادر هستند اما در سراسر جهان توزیع می‌شوند. مجتمع‌های نفوذی شواهدی از تبلور جزئی و تفکیک بلور را با ته‌نشینی یا شناور کردن کانی‌ها از مذاب نشان می‌دهند.